# Нгеан-Хатиньские советы
Нгеан-Хатиньские советы (вьет. Xô Viết Nghệ Tĩnh) — органы народной власти, организованные в период массового движения крестьян, рабочих и интеллигенции, развернувшегося в августе 1930 — августе 1931 годов под руководством Коммунистической партии Индокитая в Центральном Вьетнаме в провинциях Нгеан и Хатинь. Движение было подавлено французской колониальной администрацией.

## История
Выступление, начавшееся в марте 1930 года с пяти забастовок в городе Винь, столицы провинции Нгеан, быстро перекинулось в сельские районы. В результате революционных выступления крестьян и рабочих в августе — сентябре 1930 в провинции Нгеан, в уездах Намдан, Тханьтьыонг, Аньсон, Нгилок, Хынгнгуен, были ликвидированы местные административные органы, представлявшие императорскую власть династии Нгуенов. Власть на местах перешла в руки народных Советов. Советы стали образовываться и в провинции Хатинь, в уездах Канлок, Дыктхо, Тханьха, Нгисуан, Хыонгкхе.
Советы проводили демократические реформы, такие как передел общинных земель, сокращение арендной платы, отмена крестьянской задолженности помещикам, вели борьбу против неграмотности. Однако «левые» ошибки, допущенные в ходе движения руководством партийного комитета Центрального Вьетнама, привели к отходу от Советов некоторых слоев населения, в частности мелкой городской и сельской буржуазии.
В августе 1931 французские колониальные войска жестоко подавили восстание в Центральном Вьетнаме и советское движение в этих регионах (отдельные советы существовали в провинции Хатинь до конца 1931 года).